# Petr Bezruč
Petr Bezruč pseudonimo di Vladimír Vašek (Opava, 15 settembre 1867 – Olomouc, 17 febbraio 1958) è stato un poeta ceco.

## Biografia

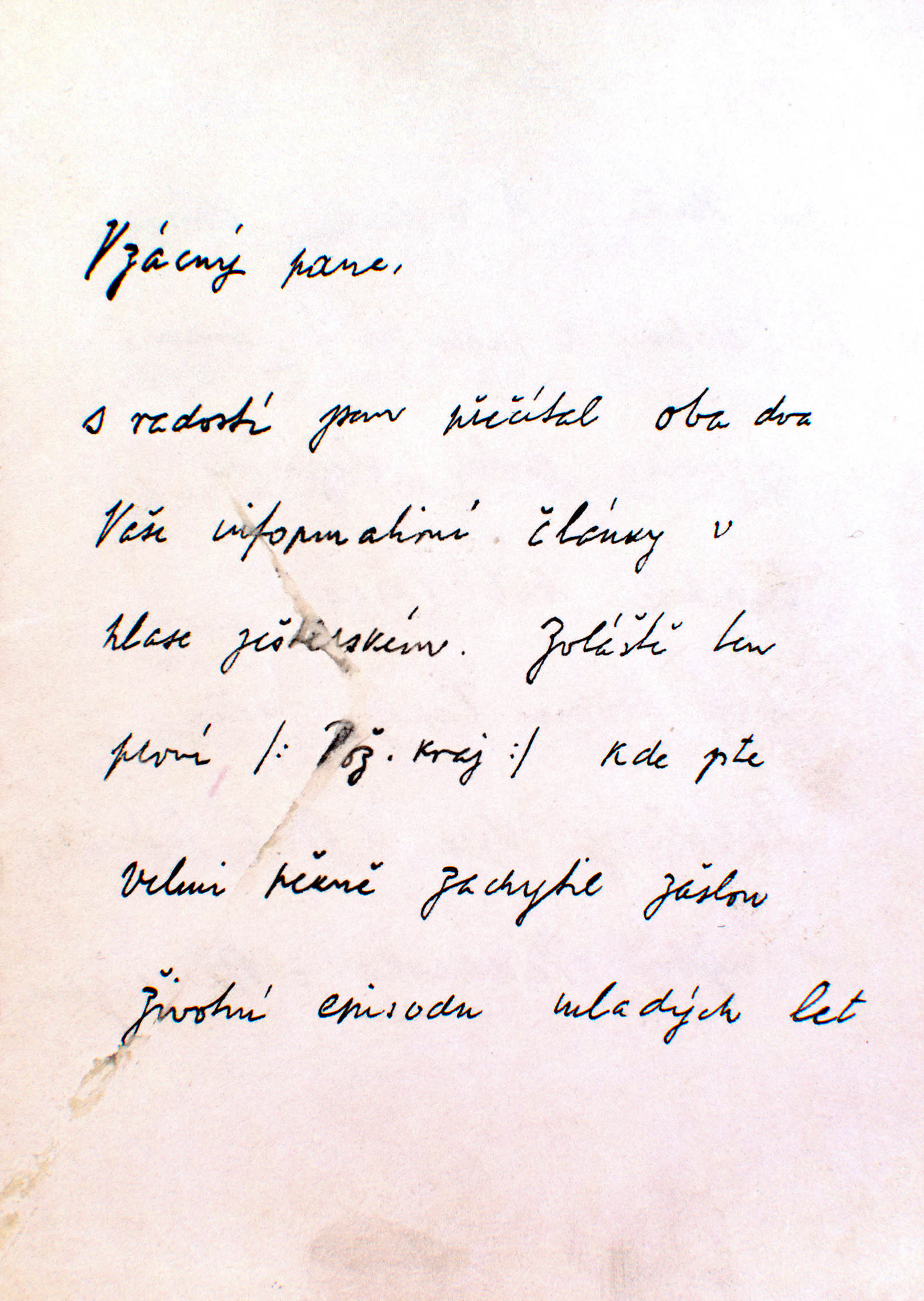
La lettera del poeta Petr Bezruč allo scrittore Stanislav Jandík

Nacque nel 1867 a Opava da Antonin Vašek e Marie Brožková. Suo padre, Antonín Vašek, era un insegnante, filologo e buddhista slesiano. Ha pubblicato il suo primo lavoro in Slesia nel 1860, intitolato Opavský besedník, e si distinse per i suoi studi filologici. La madre Marie, proveniva da una famiglia benestante di Týnec nad Labem.
Nel 1873 Antonin Vasek fu costretto a trasferirsi a Brno per le sue attività pro-ceche. Ogni estate, tuttavia, il piccolo Petr Bezruč soggiornò a Haya vicino a Opava, dove suo padre si dedicava al suo hobby, la caccia. 
Antonin Vasek morì di tubercolosi nel 1880. La sua vedova Marie restò con sei figli da sola in una situazione finanziaria difficile.
Petr Bezruč nel 1881 iniziò a frequentare il ginnasio a Brno; in quegli anni di ginnasio scrisse i suoi primi versi ironici riguardanti i professori, influenzato dalla lettura di Vrchlický, Čecha, Neruda, Hölderlin e Poe. Aveva imparato il russo a quattordici anni e leggeva anche Puškin e Lermontov nel testo originale.
Dopo essersi diplomato al ginnasio, avrebbe voluto entrare in monastero, ma alla fine decise di studiare filologia classica.
Incominciò gli studi universitari a Praga, ma non li portò a termine per non pesare sul bilancio familiare.
Dal 1889 lavorò come impiegato all'ufficio postale di Místek.
Nel corso della prima guerra mondiale fu arrestato con l'accusa di tradimento e di cospirazione patriottica.
Gran parte del materiale lirico del poeta fu ispirato da valori e speranze patriottiche, oltre che da problemi sociali ed etnici, come testimoniò la sua opera principale, intitolata: Slezské písně ("Canti della Slesia") uscita inizialmente nel 1909 e poi ripetutamente ampliata. In queste strofe emerse la disperazione del suo popolo, costretto ad una condizione di oppressione sociale ed economica. Il bersaglio del poeta fu l'arciduca asburgico Federico II, che tentò una forzata germanizzazione del popolo della Slesia.
In questi versi il poeta gli rimprovera la sua disumanità e gli prospetta anche una fine violenta.
Gli altri bersagli preferiti dal poeta furono gli ebrei capitalisti che, secondo il poeta, sfruttavano i lavoratori della Slesia, ed i sacerdoti polacchi che, sostenne l'autore, tesero a plagiare i suoi connazionali.
Nei suoi versi non risparmiò neppure quei suoi connazionali ormai germanizzati ed anche i falsi patrioti boemi.
Gli stati d'animo del poeta passarono dalla malinconia e al pessimismo più cupo fino alle visioni romantiche.
Il linguaggio utilizzato, pur essendo scarno, essenziale, iperbolico, sarcastico, vernacolare, metaforico, riuscì ad evidenziare il tono drammatico delle immagini raccontate, e talvolta mostrò aderenze con il Simbolismo.
Nel 1945 lo Stato gli conferì il titolo di Artista nazionale.

## Opere
- Slezské písně ("Canti della Slesia") (1909)
  - Poesie intime a carattere personale
    - Labutinka
    - Jen jedenkrát
    - Červený květ

  - Poesie sui problemi sociali ed etnici
    - Maryčka Magdonova
    - Ostrava
    - Kantor Halfar
    - 70 000
    - Bernard Žár
    - Návrat

  - Poesie patriottiche
    - Praga caput regni

  - Poemi con valore estetico
    - Škaredý zjev

  - Poesie dedicate alle città della Moravia e della Slesia
    - Polská Ostrava
    - Dombrová
    - Valčice
    - Děrné, Melč
    - Kyjov, Mohelnice
- Altre poesie
  - Stužkonoska modrá  (1930)
  - Přátelům a nepřátelům ("Ai miei amici e nemici") (1958)
  - Povídky ze života ("Racconti di vita) (1957)
- Scritti vari
  - Studie z kafé Lustig
  - Pravda řinčení řetězů.